# Trichopterigia illumina
Trichopterigia illumina là một loài bướm đêm trong họ Geometridae.